# 이홍열 (바둑 기사)
이홍열(李洪烈, 1954년 9월 27일 ~ )은 대한민국의 바둑 기사이다.

## 약력
아마추어 시절 1979년 13기 아마국수전에서 우승하여 1983년에 입단했다. 1985년 신왕전과 1989년 패왕전, 1990년 신왕전 본선에 각각 진출했다. 1998년 7단으로 승단했고 제3기 박카스배 천원전 본선 16강에 진출했다. 2001년 8단을 거쳐 2005년 11월에 9단으로 승단하였다. 2007년 제9회 맥심커피배 입신최강 본선과 제1회 지지옥션배 본선에 진출했고, 한국바둑리그 제일화재팀 감독과 2009년 KB국민은행 한국바둑리그 신안태평천일염팀 감독을 맡았다.